# پیتر ولر
پیتر ولر(به انگلیسی: Peter Weller) (زاده ۲۴ ژوئن ۱۹۴۷) بازیگر، کارگردان تلویزیون و مورخ هنر و ارتشی سابق آمریکایی است. وی بازیگر نقش الکس مورفی در فیلم پلیس آهنی و پلیس آهنی ۲ بود.
ولر در بیش از 70 فیلم و سریال تلویزیونی از جمله پلیس آهنی و دنباله آن پلیس آهنی ۲ که در آن نقش شخصیت اصلی را بازی کرد، ماجراهای بوکارو بانزایی در بعد هشتم و پیشتازان فضا به‌سوی تاریکی ظاهر شده است. او همچنین در فیلم هایی مانند آفرودیت توانا، عصر جدید (فیلم ۱۹۹۴) ساخته الیور استون، و اقتباس دیوید کراننبرگ از رمان ناهار عریان (فیلم) اثر ویلیام اس. باروز ظاهر شده است.
ولر علاوه بر نامزدی جایزه ساترن برای نقش روبوکاپ، نامزدی جایزه اسکار را برای شرکای کوتاهش در سال 1993 دریافت کرد که در آن بازی نیز بازی کرد. او از سال 2005 تا 2007 مجری برنامه مهندسی یک امپراتوری در کانال History تلویزیون بود. او همچنین در نقش اسن لیدی در فصل پنج سریال تلویزیونی دکستر حضور یافت. ولر از سال 2012 تا 2017 در سریال Longmire (در حال حاضر نتفلیکس) به عنوان کارگردان و بازیگر حضور داشت. در سال 2017، ولر در سریال آخرین کشتی (مجموعه تلویزیونی) در نقش دکتر پل ولک ظاهر شد.

## فیلم‌شناسی
- پلیس آهنی
- پلیس آهنی ۲
- چشمان اژدها
- پیشتازان فضا به سوی تاریکی
- ۲۴
- مانک
- فرینج
- تجارت پوست
- کشف‌نشده